# シンガニ
シンガニ (Singani) は、ボリビアで作られているアルコール飲料。ブドウから作った蒸留酒である。マスカット・オブ・アレキサンドリアで作ったワインを蒸留して作られるものが主流であるが、ブラック・マスカットなどから作られることもある。

## 飲み方
ボリビアを代表するアルコール飲料として、特にタリハ、ポトシ、チュキサカで作られるものが有名で、主にアンデス地域を中心に庶民に親しまれている。
そのままや湯で割って飲むこともあるが、多くはカクテルにして飲まれる。
シンガニを炭酸飲料と混ぜたものはチュフライ (chuflay) と呼ばれる。スプライトのような透明な炭酸飲料を使うこともあれば、ジンジャーエールやコカ・コーラのような色のついたものを使うこともある。ボリビアの居酒屋はほぼ確実にチュフライを提供しており、これを飲みながらカチョと呼ばれるサイコロのゲームに興じている姿をよく見かける。
シンガニをオレンジジュースで割ったものはユンゲーニョ (yungeño) と呼ばれる。天然のオレンジを絞って作るのが本物であるが、簡易的には果汁味のシロップを入れて作ることもある。「ユンゲーニョ」とは「ユンガス出身」という意味である。ユンガス地方はアンデス山脈を東に下った暖かい地域で、そこの人たちが好んでこの飲み方をしていたといわれる。
シンガニと暖かい紅茶を混ぜたものはテコンテ (Té con té) と呼ばれる。ラパスなどのアルティプラーノの地域は寒冷な気候を持っているが、寒い夜などはこの暖かいシンガニを飲むことが多い。

## 起源
植民地時代、ポトシのセロ・リコ銀山が拡張するのに伴い、スペイン人たちはポトシ南部の渓谷地域でブドウの栽培を始めた。
地理的、気候的にみてこの地で良いワインを作ることは難しく、特に保存に問題が生じた。このため、ワインは蒸留され、アルコール度数を高くして飲まれるようになった。これがシンガニの始まりである。

## 製法
シンガニの主原料はマスカット・オブ・アレキサンドリアである。この実を収穫後すぐに圧搾し、発酵用の樽に詰めてまずワインを作る。その後、蒸留塔を用いて蒸留する。
樽の中ではアルコール発酵が起こり、ブドウ内のグルコースなどの糖がエタノールに変化する。このプロセスには7日ほどかかる。この間、果汁の温度が高くなり過ぎず、かつ発酵が止まらないように注意しなければならない。過剰な温度は果実の自然の香りを失うことにつながり、シンガニが完成したときの風味を著しく下げることになる。
十分発酵させたら、樽から管を通して蒸留塔に送る。蒸留作業で重要なのは加熱の制御である。香りの成分が十分昇華するように、ゆっくりかつ一定のリズムで蒸留を進める必要がある。
蒸留直後は70度程度のアルコール度数を持つが、水を加えて調整をして出荷する。

## 原産地名称保護
シンガニは原産地名称保護の対象となっており、いくつかの国では、ボリビアの特定の地域でとれたマスカット・オブ・アレキサンドリアから作られた蒸留酒のみを指すこととなっている。
ボリビアの法律1334号（1992年5月4日）では、シンガニを「自生する新鮮なブドウを蒸留した酒で、蒸留・瓶詰め共に産地で行なわれたもの（第10項）」と規定している。
同法の第9項ではシンガニの生産地として次の地域を指定している。
- タリハ県中央渓谷
- チュキサカ県南北シンティ郡 (Cinti) およびトミナ郡 (Tomina) の渓谷地域
- ラパス県サアパキ (Sahapaqui)・ルリバイ (Luribay)・ロアイサ郡 (Loayza)・ムリリョ郡 (Murillo)
- ポトシ県南北チンチャ郡 (Chincha)・ゴルネリオ・サアベドラ郡 (Gornelio Saavedra)・リナレス郡 (Linares) 内のトゥルチパ (Turuchipa)・コタガイタ (Cotagaita)・ビチョカ (Vicchoca)・トゥムスラ (Tumusla)・ポコポコ (Poco Poco)・ティルキブコ (Tirquibuco) およびオロンコタ (Oroncota)

ボリビアのそれ以外の地域は将来必要に応じて加えられるとしている。

## 銘柄
シンガニの発祥の地は上記の通りポトシであるが、現在はタリハがシンガニの産地としてもっとも有名である。
代表的な銘柄として、次のものが挙げられる。
- サンペドロ (San Pedro)
- カサ・レアル (Casa Real)
- ルヘロ (Rujero)

これらの銘柄内でも、いくつかのグレードがあり、例えばサンペドロの場合には「金ラベル (de Oro)」「銀ラベル (de Plata)」などの種類がある。

## 関連書籍
- Austral Spectator: «Apuntes sobre Grapas, Piscos y Singanis», en Viñas, Bodegas & Vinos de América del Sur. Ediciones Granica S.A., 2004. ISBN 9872091412